# Carinacca
Carinacca is een geslacht van uitgestorven weekdieren uit de klasse van de Gastropoda (slakken).

## Soorten
- Carinacca allani (Marwick, 1924) †
- Carinacca waihaoensis (Suter, 1917) †